# Classe Implacable
A Classe Implacable foi uma classe de porta-aviões operados pela Marinha Real Britânica, composta por dois navios: HMS Implacable e HMS Indefatigable. Suas construções começaram em 1939 nos estaleiros da Fairfield Shipbuilding and Engineering e John Brown & Company, foram lançados ao mar em 1942 e comissionados na frota em 1943 e 1944. O projeto dos navios foi concebido como uma versão aprimorada da predecessora Classe Illustrious com o mesmo tamanho mas tendo uma velocidade máxima maior, entretanto um outro projeto modificado para transportar mais aeronaves acabou sendo o escolhido. A espessura da blindagem precisou ser reduzida para acomodar as modificações.
Os dois porta-aviões da Classe Implacable podiam carregar até 81 aeronaves. Tinham um comprimento de fora a fora de 233 metros, boca de 29 metros, calado de quase nove metros e um deslocamento carregado de mais de 32 mil toneladas. Seus sistemas de propulsão eram compostos por oito caldeiras que alimentavam quatro turbinas a vapor, que por sua vez giravam quatro hélices até uma velocidade máxima de 32,5 nós (60,2 quilômetros por hora). Eram armados com uma bateria antiaérea formada por dezesseis canhões de 113 milímetros e vários canhões de 40 e 20 milímetros. Os navios também possuíam um pequeno cinturão de blindagem com uma espessura máxima de 114 milímetros.
Os navios entraram em serviço no final da Segunda Guerra Mundial e primeiro participaram de operações contra alvos na Noruega. Foram transferidos em 1945 para o Oceano Pacífico, onde tomaram parte de ações contra o arquipélago japonês. A guerra terminou pouco depois e ambos ajudaram a transportar soldados de volta para casa. Depois disso foram colocados na reserva e usados como navios-escola. Estavam programados para passarem por modernizações em meados da década de 1950, porém isto foi cancelado porque a modernização do HMS Victorious mostrou-se muito cara e demorada. Consequentemente, os dois navios foram descomissionados em 1954 e então desmontados.

## Desenvolvimento
A Classe Implacable surgiu como uma versão aprimorada da predecessora Classe Illustrious para o Programa Naval de 1938, mantendo-se dentro das 23 mil toneladas disponíveis pelo Segundo Tratado Naval de Londres. A mudança inicial era para aumentar a velocidade para não menos que 32 nós (59 quilômetros por hora), o que necessitava de uma quarta turbina a vapor e seu eixo de hélice. Para compensar o peso adicional do maquinário seria necessária uma redução da espessura da blindagem do convés do hangar e das anteparas nas extremidades do hangar. Ao mesmo tempo, o Diretor de Construção Naval estava desenvolvendo uma diferente versão modificada do projeto da Classe Illustrious para poder levar doze aeronaves adicionais em um hangar inferior e que também incorporava os maquinários a mais, o que sacrificaria ainda mais blindagem. Foi inicialmente planejado que o hangar superior teria 4,1 metros de altura para acomodar o novo torpedeiro Fairey Albacore, enquanto o hangar inferior teria 4,9 metros a fim de acomodar aeronaves anfíbias, porém uma posterior mudança de política fez a altura do hangar superior ser alterada para 4,3 metros. Este projeto foi apresentado ao Conselho do Almirantado em 2 de agosto de 1938 e aprovado em 17 de novembro. A altura do hangar inferior foi reduzida para 4,3 metros em abril de 1939 para compensar o aumento de espessura da blindagem lateral dos hangares para 51 milímetros, enquanto a ideia de transportar aeronaves anfíbias foi abandonada.
Sempre foi planejado que a classe teria dois navios, porém apenas um foi incluído no Programa Naval de 1938 e o outro acabou adiado em um ano pelo governo. Eles tiveram seus elevadores de vante alargados ainda durante a construção para que pudessem manusear aeronaves com asas que não dobravam, como o Hawker Sea Hurricane e os modelos mais antigos do Supermarine Seafire, com o convés de voo sendo alargado na área do elevador. Além disso, proteção contra estilhaços foi adicionada assim como sete geradores a diesel, cada um instalado dentro de seu próprio compartimento estanque. Estas mudanças aumentaram o deslocamento dos navios em 530 toneladas.

## Projeto

### Características

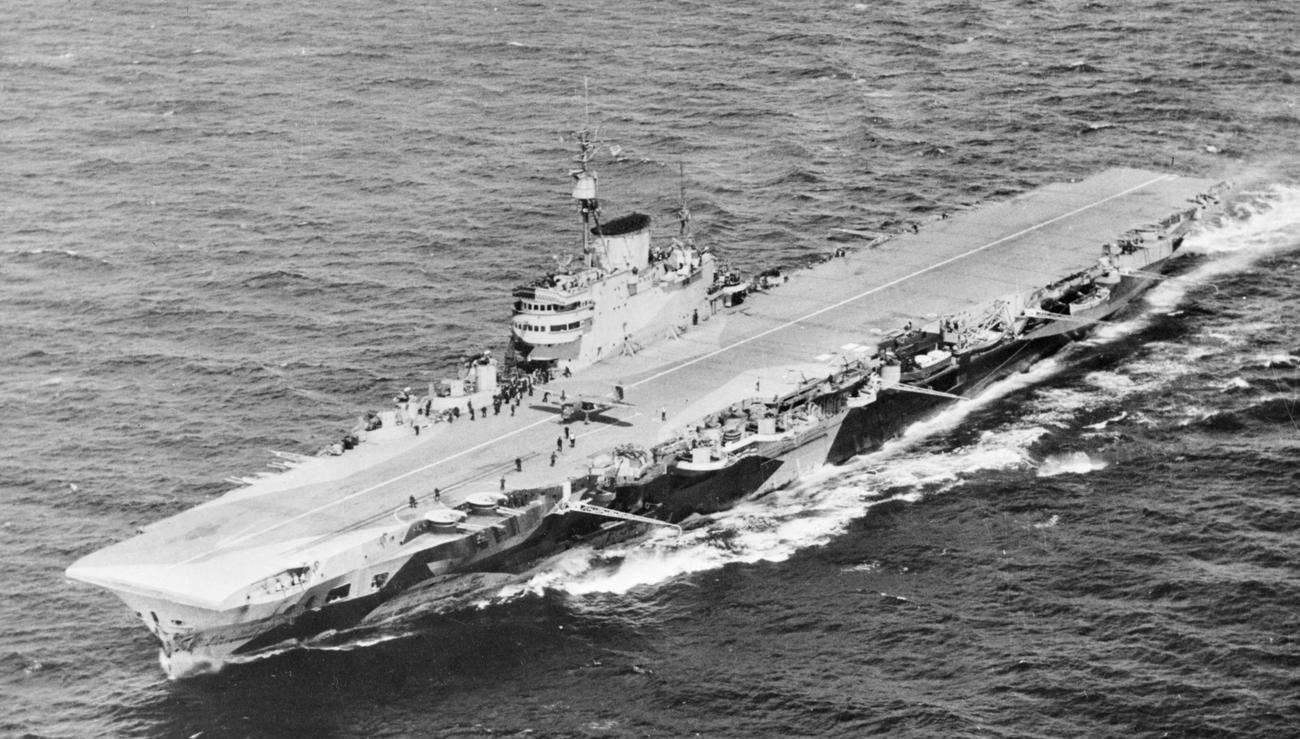
O Indefatigable em novembro de 1944

Os navios da Classe Implacable tinham 222,5 metros de comprimento da linha de flutuação e 233,6 metros de comprimento de fora a fora. Sua boca era de 29,2 metros na linha de flutuação, já o calado máximo era de 8,9 metros. As embarcações tinham um sobrepeso significativo e seu deslocamento carregado era de 32 630 toneladas. Sua tripulação em 1945 era de 2,3 mil oficiais e marinheiros. Tinham uma altura metacêntrica de 1,2 metros com um carregamento leve e 2,1 metros quando totalmente carregados.
O sistema de propulsão tinha oito caldeiras Admiralty a óleo combustível que alimentavam quatro turbinas a vapor Parsons, cada uma girando uma hélice. A potência total indicada era de 149,6 mil cavalos-vapor (110 mil quilowatts) para uma velocidade máxima de 32,5 nós (60,2 quilômetros por hora). Os navios alcançaram velocidades de 31,89 a 32,06 nós (59,06 a 59,38 quilômetros por hora) a partir de 153 071 a 153 340 quilowatts). Cada embarcação podia levar entre 4 770 e 4 890 toneladas de óleo combustível, o que lhes dava uma autonomia de 6 720 a 6 900 milhas náuticas (12 450 a 12 780 quilômetros) a vinte nós (37 quilômetros por hora).

### Convés e hangares

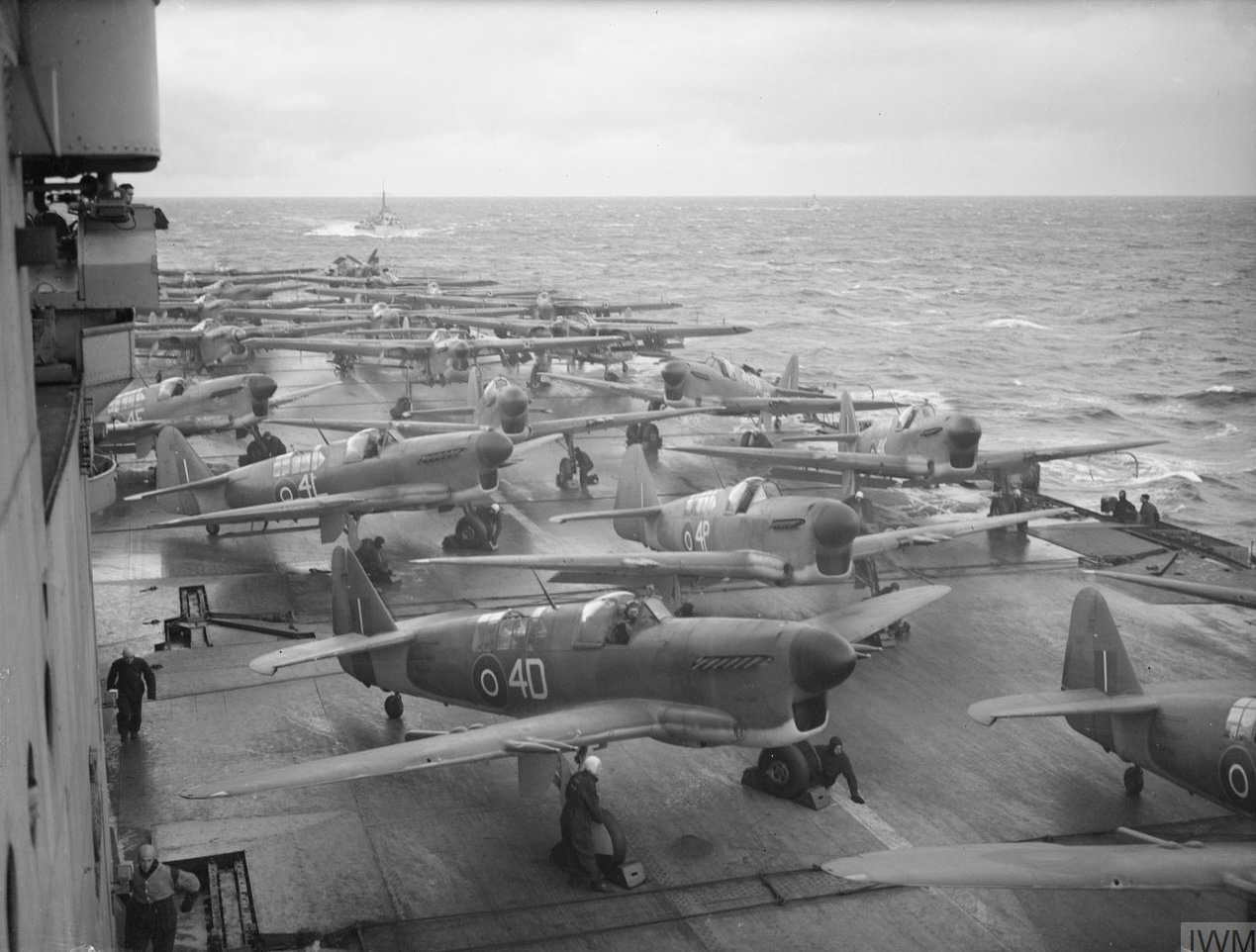
Diversas aeronaves no convés de voo do Implacable em novembro de 1944

O convés de voo tinha 231,6 metros de comprimento e uma largura máxima de 31,1 metros. Os cabos de detenção, barricadas, catapulta de aeronaves e elevadores foram projetados para lidar com aeronaves de até 9,1 toneladas. Os porta-aviões foram equipados com nove cabos de detenção à ré projetados para parar pousos em velocidades de até sessenta nós (110 quilômetros por hora). Além deles havia três barricadas para impedir que os aviões em pouso batessem nas aeronaves estacionadas na proa. Os navios também tinham três cabos de detenção à vante para permitir pousos pela proa caso a parte de ré do convés de voo fosse danificada. Uma única catapulta hidráulica BH3 foi instalada à vante no convés para lançar aeronaves de 9,1 toneladas a 56 nós (104 quilômetros por hora), enquanto aviões mais leves podiam ser lançados a uma velocidade de 66 nós (122 quilômetros por hora). Haviam dois elevadores na linha central, o de vante media 13,7 por 10,1 metros e descia apenas ao hangar superior, já o de ré tinha 13,7 por 6,7 metros e descia aos dois hangares. O hangar superior tinha 139,6 metros de comprimento e o inferior 63,4 metros, ambos com uma largura uniforme de 18,9 metros. Os dois hangares tinham apenas 4,3 metros de altura, o que impedia o armazenamento dos caças Vought F4U Corsair e também muitas aeronaves e helicópteros do pós-guerra. O hangar superior podia ser dividido por duas cortinas e o hangar inferior por uma em caso de incêndio. Os porta-aviões foram projetados para carregar 48 aviões nos hangares, mas o uso do convés de voo como estacionamento possibilitava acomodar até 81 aeronaves. Os tripulantes, pessoal de manutenção e instalações necessárias para dar suporte para esses aviões extras ficavam no hangar inferior. Podiam armazenar até 430,3 mil litros de combustível de avião, suficiente para aproximadamente cinco surtidas por aeronave.

### Armamento e blindagem

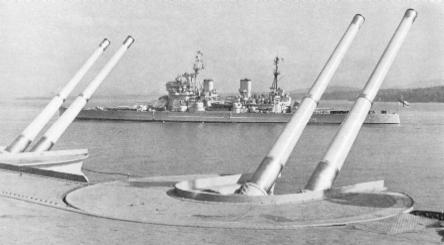
Duas torres de artilharia de 113 milímetros da Classe Implacable

O armamento principal consistia em dezesseis canhões de duplo-propósito Marco II de 113 milímetros instalados em oito torres de artilharia RP 10 Marco II**, com quatro destas ficando em extensões nas laterais do casco. O teto das torres era reto e contíguo com o convés de voo. Tinham um alcance máximo de 18,9 quilômetros a uma elevação de 45 graus e uma altura máxima de disparo de doze quilômetros. A bateria antiaérea leve tinha 44 canhões de 40 milímetros montados em cinco montagens óctuplas, duas no convés de voo à vante da superestrutura, uma na superestrutura à ré e duas em extensões a bombordo, também havendo uma única montagem quádrupla também a bombordo do casco. Estas armas tinham um alcance máximo de 6,2 quilômetros. Ambas as embarcações também receberam aproximadamente sessenta canhões Oerlikon de 20 milímetros em diferentes números de montagens duplas e únicas. Estas tinham um alcance de 4,4 quilômetros, mas muitas acabaram sendo substituídas por canhões Bofors de 40 milímetros quando foram transferidos para a Guerra do Pacífico, pois os projéteis de 20 milímetros dificilmente destruiriam kamikazes antes de acertarem os navios. Os Bofors tinham um alcance máximo de 9,8 quilômetros. Duas montagens quádruplas extras de 40 milímetros foram adicionadas ao Implacable antes deste ir para o Pacífico. Mais Oerlikon foram trocadas por Bofors depois do fim da guerra. Eles tinham de onze a doze Bofors e dezenove a trinta Oerlikon em abril de 1946.
As armas de 113 milímetros eram controladas por quatro diretórios de controle de disparo Marco V* (M), cada um com um radar de artilharia Tipo 285. Dois diretórios ficavam no convés de voo, um à vante e outro à ré da superestrutura, o terceiro ficava na superestrutura à ré da chaminé e o quarto a bombordo abaixo do convés de voo. Cada diretório enviava seus dados para um sistema de controle Fuze Keeping Clock para cálculos de artilharia. Cada montagem de 40 milímetros tinha seu próprio diretório Marco IV com um radar de artilharia Tipo 282. São desconhecidas as especificidades do conjunto de radares da Classe Implacable. Foram equipados com um radar de varredura de superfície Tipo 277 no alto da ponte e um radar indicador de alvo Tipo 293 no mastro de vante. Provavelmente também tinham radares de aviso Tipo 279 e Tipo 281B.
Tinham um convés de voo protegido por 76 milímetros de blindagem. As laterais dos hangares foram projetadas para terem 38 milímetros de espessura a fim de os protegerem de ataques em baixa altitude com bombas semiperfurantes de 230 quilogramas, mas supostamente foram alteradas para 51 milímetros tarde no processo de projeto ao custo da redução da altura do hangar inferior. O historiador Norman Friedman disse que "Ironicamente, parece que os navios foram realmente construídos com [38 milímetros] ... de blindagem". As extremidades dos hangares eram protegidas por anteparas de 51 milímetros, já a blindagem do convés do hangar ficava entre 38 e 64 milímetros.
O cinturão de blindagem tinha 114 milímetros de espessura, mas cobria a parte central dos navios para poder formar uma cidadela blindada. O cinturão era fechado por anteparas transversais à vante e ré de 38 a 51 milímetros. O sistema de defesa subaquática era o mesmo da Classe Illustrious, sendo formado por camadas de compartimentos preenchidos por líquido e deixados apenas com ar. Foi estimado que ele era capaz de resistir a explosões de ogivas de até 340 quilogramas. Os depósitos de munição para as armas de 113 milímetros ficavam fora da cidadela blindada e eram protegidos por tetos de 51 a 76 milímetros, laterais de 114 milímetros e extremidades de 38 a 51 milímetros.

### Plano de modernização
Os dois porta-aviões da Classe Implacable foram programados para serem modernizados entre 1953 e 1955, com o Implacable sendo o primeiro depois da finalização das modernizações do HMS Victorious da Classe Illustrious. Os requerimentos foram elaborados em julho de 1951 e incluíam a combinação dos dois hangares em um único com 5,33 metros de altura, fortalecimento do convés de voo e equipamentos de manuseio de aeronaves para lidar com aviões de até catorze toneladas, alargamento dos elevadores para 16,8 por 9,8 metros, adição de um novo convés entre o hangar e convés de voo para acomodar o pessoal adicional necessário, adição de catapultas a vapor e aumento do armazenamento de combustível de avião para 1,1 milhões de litros. Outros melhoramentos desejados incluíam novas caldeiras a fim de aumentar a autonomia, mais espaço para os radares mais modernos e substituição do armamento antiaéreo por canhões Marco VI de 76 milímetros e montagens sêxtuplas para a armas Bofors.
Em abril de 1951, a data estimada para a finalização do Victorious estava atrasada em mais de um ano além do programado abril de 1954. O Implacable iniciaria sua modernização em abril de 1953 para terminar em 1956, porém o Diretor de Estaleiros destacou que as programações existentes impediam que as obras começassem antes de abril de 1955 a menos que a modernização de dois cruzadores e do navio de teste RFA Girdle Ness fossem adiadas. O Corregedor da Marinha perguntou se o custo e tempo da modernização poderiam ser reduzidos, porém as modificações mínimas eram as mais caras já que envolviam alterações estruturais. O Corregedor então ordenou que o Diretor de Estaleiros planejasse a reconstrução do Implacable para entre junho de 1953 e dezembro de 1956, mesmo com este protestando que até uma modernização limitada necessitaria de três quartos do trabalho estrutural do plano original, além de que uma escassez de trabalhadores capacitados adiaria os trabalhos. A substituição das caldeiras foi cancelada com o objetivo de reduzir a quantidade de mudanças estruturais e o navio receberia radares já existentes em vez de sistemas em desenvolvimento. O novo armamento do Implacable foi finalizado em janeiro de 1952 em doze canhões de 76 milímetros em duas torres duplas e dezoito canhões Bofors em três montagens sêxtuplas. O Almirantado decidiu cinco meses depois que o Victorious seria o único porta-aviões de frota modernizado, pois a experiência demonstrou que o processo demoraria e custaria mais do que seria prático.

## Navios
| Navio         | Construtor                             | Batimento             | Lançamento             | Comissionamento       | Destino     |
| ------------- | -------------------------------------- | --------------------- | ---------------------- | --------------------- | ----------- |
| Implacable    | Fairfield Shipbuilding and Engineering | 21 de março de 1939   | 10 de dezembro de 1942 | 28 de agosto de 1944  | Desmontados |
| Indefatigable | John Brown & Company                   | 3 de novembro de 1939 | 8 de dezembro de 1942  | 8 de dezembro de 1943 | Desmontados |

## História

### Implacable

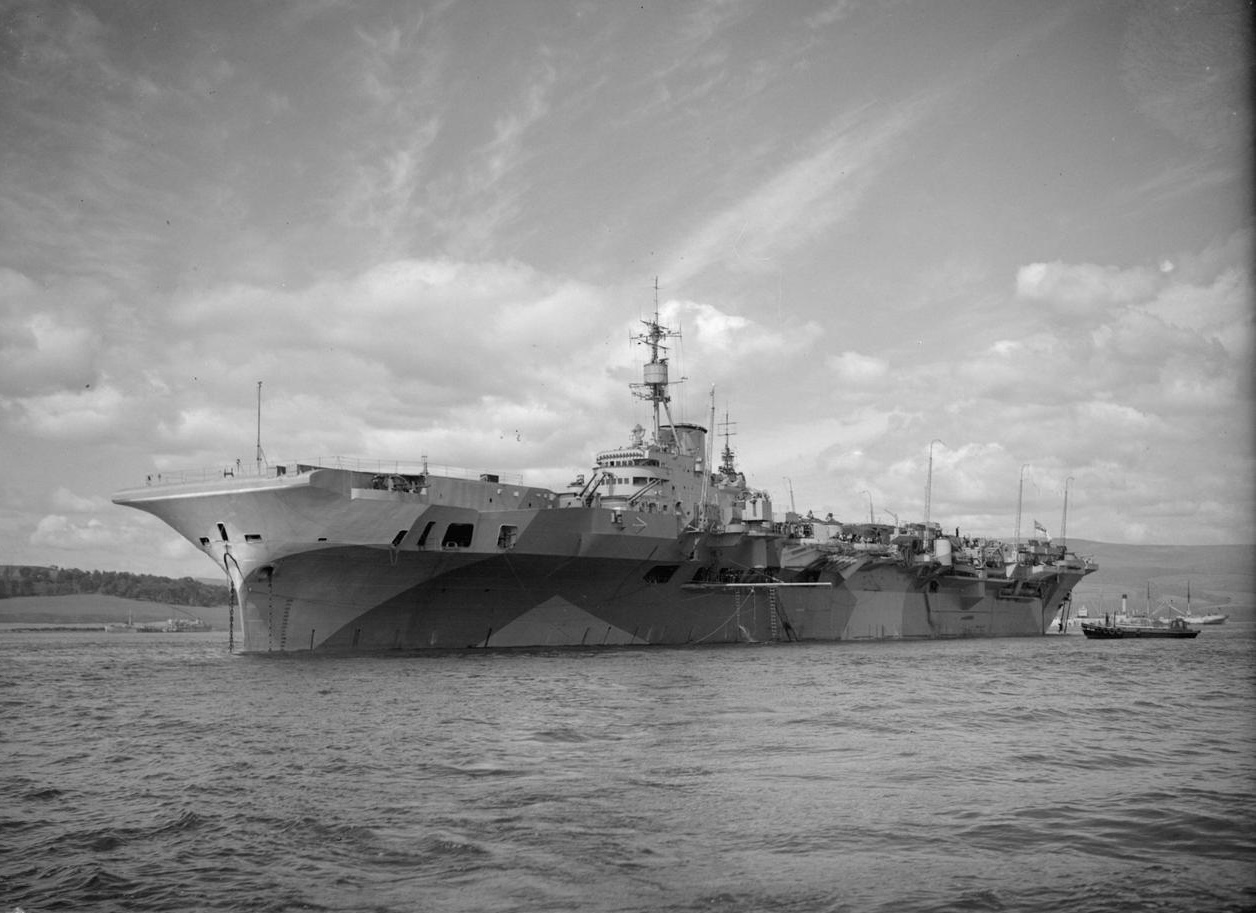
O Implacable em junho de 1944

A construção do Implacable foi temporariamente suspensa entre 1940 e 1941 em favor de embarcações de escolta consideradas mais necessárias para a Batalha do Atlântico na Segunda Guerra Mundial. Embarcou partes de suas asas para treinamento no final de agosto de 1944 e foi designado em 7 de outubro para a Frota Doméstica em Scapa Flow. Juntou-se uma semana depois aos navios à procura do couraçado alemão Tirpitz na Noruega, com alguns de seus caças Fairey Firefly avistando-o na ilha de Håkøya, próxima de Tromsø. Em seguida suas aeronaves atacaram alvos na Noruega. Seus Seafires foram embarcados no final do mês e participaram da Operação Atlético próximos do litoral norueguês, afundando quatro navios de guerra e dois navios mercantes, também danificando um submarino. O Implacable deu cobertura aérea em novembro e dezembro para operações de criação de campos minados e atacou embarcações alemãs perto do litoral da Noruega. Foi para uma doca seca em Rosyth em 15 de dezembro para uma reforma em preparação para sua transferência à Frota Britânica do Pacífico, incluindo o fortalecimento de sua bateria antiaérea.

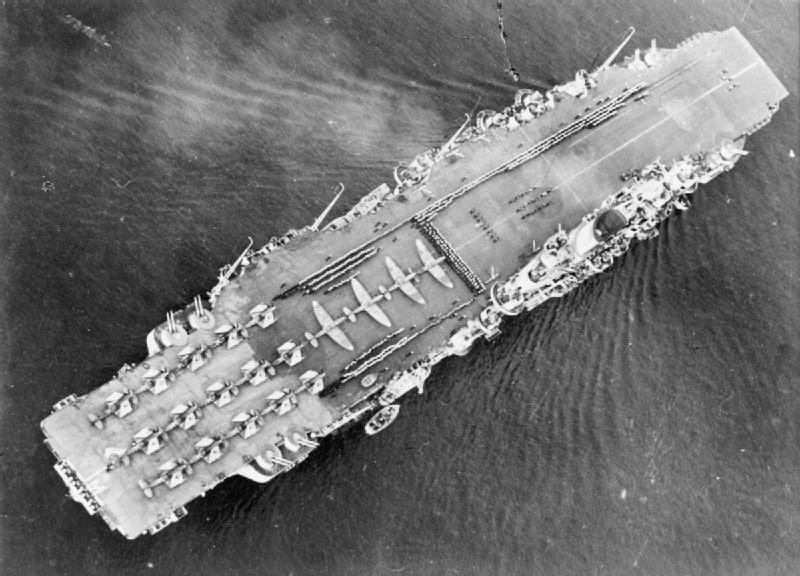
O Implacable em agosto de 1945

A reforma foi finalizada em 10 de março de 1945 e o Implacable embarcou uma asa de 81 aeronaves, a maior já embarcada por um porta-aviões britânico até então. Chegou em Sydney na Austrália em maio e juntou-se no mês seguinte a outros porta-aviões da 1ª Esquadra de Aeronaves de Porta-Aviões. O navio atacou a base naval japonesa de Truk entre 14 e 15 de junho. Participou de treinamentos e então partiu em 6 de julho com o resto da esquadra para se juntar aos porta-aviões norte-americanos da Força Tarefa 38, encontrando-os próximos de Honshū dez dias depois. Os porta-aviões britânicos começaram ações contra alvos japoneses no dia 17, com as aeronaves do Implacable realizando mais de mil surtidas até recuar da área em 11 de agosto para reabastecer. Chegou em Sydney no dia 24 e passou o resto do ano transportando prisioneiros de guerra e soldados entre Austrália e Canadá. Ele fez visitas a portos na Austrália e Nova Zelândia junto com o Indefatigable e outros navios. Passou por reformas em Sydney em preparação para voltar para casa, partindo em 3 de junho e tornando-se navio-escola para pouso da Frota Doméstica.
O Implacable foi transformado temporariamente em um navio de testes em outubro de 1947 pois seu grupo aéreo ainda não estava pronto, passando por reformas de outubro a dezembro de 1948 em preparação para se tornar a capitânia da Frota Doméstica. Tornou-se em 29 de abril de 1949 a capitânia do almirante sir Philip Vian. O navio foi colocado na reserva em setembro de 1950 e lentamente convertido em um navio-escola com a adição de acomodações extras e salas de aula. Foi recomissionado em janeiro de 1952 como a capitânia da Esquadra de Treinamento da Frota Doméstica. Esteve presente em 15 de junho de 1953 junto com o Indefatigable de uma revista naval por ocasião da coroação da rainha Isabel II. O navio transportou quatro meses depois batalhões de soldados de Plymouth para Trinidad em resposta a uma crise colonial na Guiana Britânica. Foi descomissionado em 1º de setembro de 1954 e vendido para desmontagem em 27 de outubro de 1955.

### Indefatigable

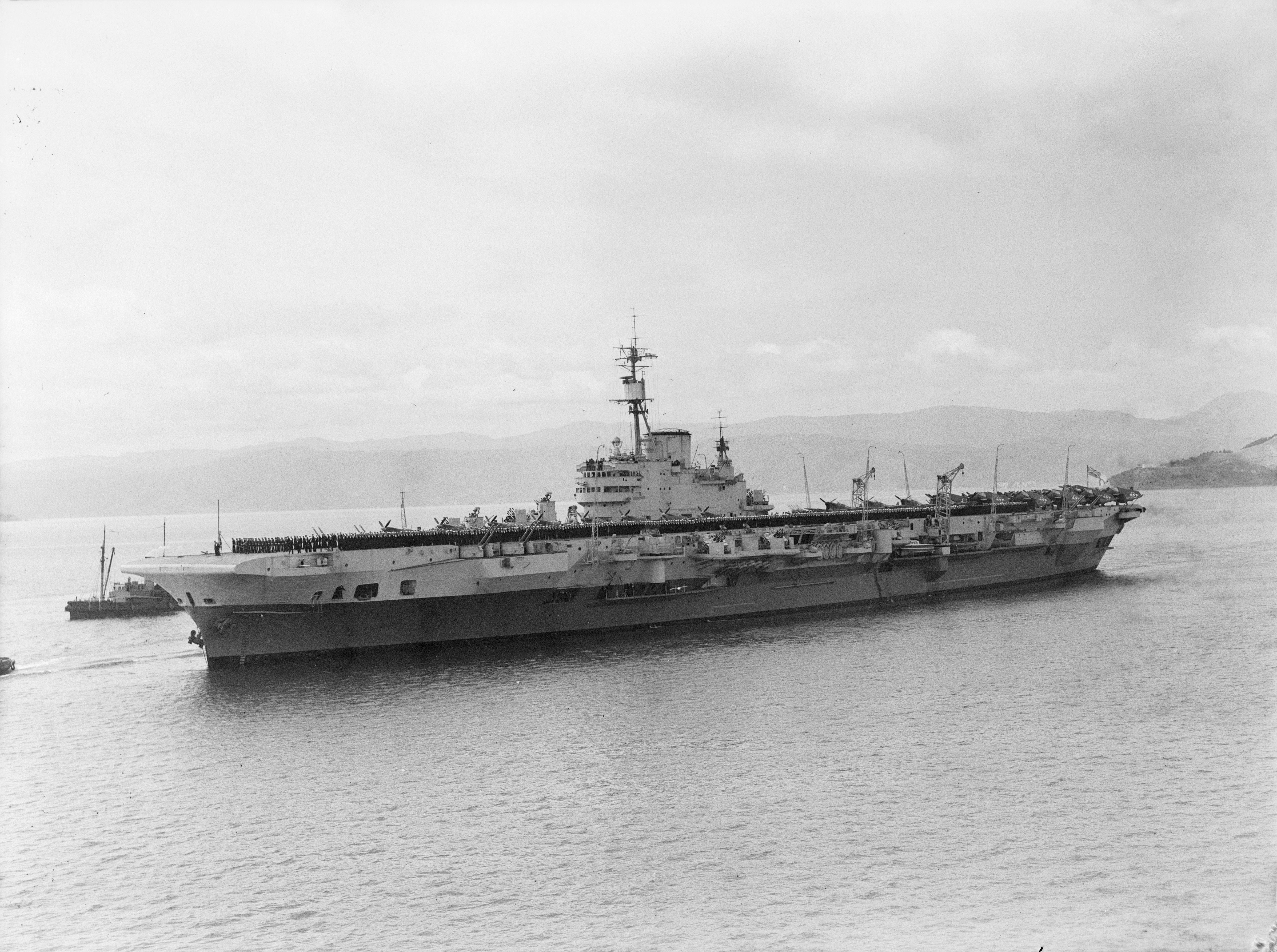
O Indefatigable em novembro de 1945

O Indefatigable foi designado para a Frota Doméstica no início de julho de 1944. Participou em 17 de julho da Operação Mascote, um ataque contra o Tirpitz que foi frustrado por cortinas de fumaça alemãs. No mês seguinte suas aeronaves deram cobertura aérea para a criação de campos minados e também realizaram ataques contra alvos alemães na Noruega. No final de agosto foi designado para outra série de ataques contra o Tirpitz na Operação Goodwood, porém este fracassou em danificar o couraçado significativamente.
Foi designado para a Frota Britânica do Pacífico em novembro e chegou em Colombo no Ceilão em 10 de dezembro, juntando-se à 1ª Esquadra de Aeronaves de Porta-Aviões. Atacou refinarias de petróleo na Sumatra em janeiro de 1945 junto com outros porta-aviões, seguindo então para Sydney a fim de se preparar para operações no Pacífico. A Frota Britânica do Pacífico se juntou à Quinta Frota dos Estados Unidos em Ulithi em 20 de março, atacando seis dias depois campos de pouso nas Ilhas Sakishima, ao sul de Okinawa. O Indefatigable se tornou durante essas operações o primeiro porta-aviões britânico acertado por um kamikaze, que bateu na base de sua superestrutura em 1º de abril. A bomba levada pela aeronave não detonou e isto restringiu as baixas. Os danos ao navio foram mínimos e seu convés de voo retomou operações normais depois de trinta minutos. A frota voltou para Sydney em 7 de junho, mas o Indefatigable demorou para voltar às operações pois precisava de reparos em seus maquinários. Deixou a Ilha Manus em 12 de julho e chegou no litoral japonês oito dias depois. Suas aeronaves começaram a atacar alvos no Mar Interior de Seto em 24 de julho. A Frota Britânica do Pacífico recuou no início de agosto como planejado, mas o porta-aviões continuou próximo do Japão e suas aeronaves realizaram surtidas em 13 e 15 de agosto. Depois disso seus aviões participaram de missões de reconhecimento à procura de prisioneiros de guerra.
O Indefatigable voltou para Sydney em 18 de setembro e iniciou uma reforma que durou até 15 de novembro. Fez viagens pela Austrália e Nova Zelândia, retornando então para casa, chegando em Spithead em 15 de março de 1946. Foi modificado para acomodar mais de 1,9 mil passageiros, transportando tropas da Austrália, Ceilão, Singapura e Estados Unidos pelo restante do ano até ser colocado na reserva no início de 1947. Foi modificado para uso como navio-escola e voltou ao serviço em 1950 como parte da Esquadra de Treinamento da Frota Doméstica. Foi descomissionado em Rosyth em outubro de 1954 e vendido para desmontagem em setembro de 1956.

### Citações
1. ↑   Friedman 1988, pp. 141–144
2. 1 2   Friedman 1988, pp. 142–143
3. ↑   Friedman 1988, p. 366
4. 1 2 3   Brown 1977, p. 49
5. 1 2 3 4 5   Hobbs 2013, p. 109
6. ↑   Friedman 1988, p. 151
7. ↑   Campbell 1980, p. 20
8. ↑   Friedman 1988, p. 367
9. ↑   Friedman 1988, p. 154
10. ↑   Roberts 2000, pp. 62–64
11. 1 2   Brown 1977, pp. 48–49
12. 1 2   Friedman 1988, p. 144
13. ↑   Hobbs 2013, p. 108
14. ↑   Campbell 1985, pp. 52, 55
15. ↑   Friedman 1988, pp. 144, 367
16. ↑   Campbell 1985, p. 71
17. ↑   Campbell 1985, pp. 67, 75
18. ↑   Friedman 1988, pp. 149, 154
19. ↑   Campbell 1985, pp. 15–16, 18–19
20. 1 2   Hobbs 2013, p. 111
21. ↑   Friedman 1988, pp. 145, 149, 151
22. ↑   Hobbs 2013, pp. 111, 113
23. ↑   Friedman 1988, p. 142
24. ↑   Friedman 1988, pp. 134, 139, 142
25. ↑   Friedman 1988, pp. 305–310
26. ↑   Friedman 1988, pp. 310–311
27. 1 2 3   Chesneau 1995, p. 128
28. ↑   Hobbs 2013, pp. 109, 112
29. 1 2   McCart 2000, p. 168
30. ↑   Hobbs 2013, pp. 109–110
31. ↑   Rohwer 2005, pp. 368–369
32. 1 2 3   Hobbs 2013, p. 110
33. ↑   Rohwer 2005, p. 420
34. ↑   Hobbs 2009, pp. 110–111
35. 1 2   Hobbs 2013, p. 112
36. ↑   Rohwer 2005, pp. 349–350
37. ↑   McCart 2000, p. 155
38. 1 2   Hobbs 2013, p. 113
39. ↑   McCart 2000, pp. 156–165